# Salmo nigripinnis
Die  Salmo nigripinnis  ist eine Fischart aus der Familie der Lachsfische (Salmonidae), die endemisch im Lough Melvin im Norden Irlands vorkommt.

## Merkmale
Salmo nigripinnis erreicht eine Länge von bis zu 33 Zentimetern. Die Körperhöhe passt 3,9 bis 4,4 mal in die Standardlänge. Der Körper ist hellbraun bis silbrig mit zahlreichen schwarzen Flecken. Rote Flecken fehlen oder es finden sich nur zu wenige, sehr kleine auf der hinteren Körperhälfte. Die Flossen, besonders die Brustflossen, sind dunkelbraun bis schwarz.

## Lebensweise
Die Art lebt im See in relativ großer Tiefe und ernährt sich von Plankton, besonders von Wasserflöhen und Zuckmückenlarven. Von November bis Dezember ziehen sie in die Zuflüsse des Sees um zu laichen.

## Bedrohung
Salmo nigripinnis wird in der Roten Liste der gefährdeten Arten als gefährdet (Vulnerable) geführt.